# Nizàmides
Els nidhàmides (en àrab an-Nidhamiyyun) foren una família destacada de visirs i als funcionaris seljúcides iniciada per Nidham-al-Mulk; el nom es dona també als seus clients i partidaris.
A la mort de Nidham-al-Mulk (14 d'octubre de 1092) els seus fills i partidaris van donar suport a Barkyaruq contra Terken Khatun i el seu fill infant Mahmud (I) ibn Màlik-Xah, i van aconseguir el triomf. Nou dels fills de Nidham-al-Mulk van ocupar càrrecs destacats. Els principals foren:
- Jamal-al-Mulk Muhàmmad (assassinat el 1082) governador de Balkh
- Muàyyid-al-Mulk Ubayd-Al·lah, visir de Barkyaruq (destituït el 1095, per les intrigues de Zubayda Khatun, mare de Barkyaruq, i del seu rival al visirat, Majd-al-Mulk al-Balasani) i de Muhàmmad I Tapar (fins al 1101 quan Muayid fou capturat per Barkyaruq a la batalla de Hamadan i executat)
- Fakhr-al-Mulk al-Mudhàffar, visir de Barkyaruq i després de Muïzz-ad-Din Àhmad Sanjar fins al 1107
- Izz-al-Mulk Hàssan, visir de Barkyaruq
- Xams-al-Mulk Uthman, arid al-jayx del sultà Mahmud II ibn Muhàmmad ibn Màlik-Xah el 1122-1123)
- Imad-al-Mulk Abu-l-Qàssim, visir del governador seljúcida d'Herat Böri Bars (+ 1095).

De generacions posteriors cal esmentar a:
- Nassir-ad-Din Tàhir (fill de Fakhr-al-Mulk) fou visir de Sanjar del 1133 a la seva mort (Nàssir-ad-Din va morir el 1153)
- Qiwam-al-Mulk Sadr-ad-Din Muhàmmad, germà de l'anterior, al servei de Sandjar de 1107 a 1117.
- Nidham-al-Mulk Qiwam-ad-Din Hàssan, fill de Nàssir-ad-Din, al servei de Sulayman-Xah ibn Muhàmmad
- Xams-ad-Din Yaqub ibn Ishaq ibn Fakhr-al-Mulk, mecenes de l'historiador Alí ibn Zayd ibn Funduq.

Col·lateral destacat fou Abu-l-Màhassin Xihab-ad-Din, fill d'Abu-l-Qàssim Abd-Al·lah, el germà de Nidham-al-Mulk, que fou visir de Sanjar de 1117 a 1121.